# Gisela (cantante)
Gisela Lladó Cánovas (El Bruc, Barcelona, 1 de enero de 1979), conocida simplemente como Gisela, es una cantante y actriz española, conocida por su participación en la primera edición de Operación Triunfo. 
En 2003 fue la ganadora del Festival de Viña del Mar como representante de España. En el certamen obtuvo las dos Gaviotas. En 2008 representa al Principado de Andorra en el Festival de Eurovisión.
Hasta 2022 ha lanzado al mercado siete discos.
En España, Gisela ha sido la voz de canciones principales de películas de Walt Disney Pictures como Frozen: El reino del hielo, Encantada: La historia de Giselle, Peter Pan y el regreso al país de nunca jamás o Desencantada en 2022, de Universal Pictures como Barbie, la princesa y la costurera así como de Filmax en las dos partes de Pérez: El ratoncito de tus sueños y Copito de nieve. Como voz del personaje de Elsa de Frozen en España, interpreta en castellano los temas centrales de los cortometrajes Frozen Fever (2015) y Frozen: Una aventura de Olaf (2017), y de las cintas Frozen: El reino del hielo (2013) y Frozen 2 (2019).
La cantante ha desarrollado su carrera en el teatro y el musical. Ha protagonizado El diluvio que viene, Grease: el musical de tu vida, 40. El musical, Peter Pan: el musical, Esta noche no estoy para nadie y Rouge: Fantasic love. También protagonizó Into the Woods (Boscos Endins), Aloma, Un mundo mágico: el musical, El reino encantado, Un viaje al gran musical o Gisela y el libro mágico. Además, ha ejercido también de actriz esporádica en televisión.
En 2020 cantó "Mucho más allá" ("Into the Unknown") de Frozen 2 junto a otras intérpretes en la gala de entrega de la 92.a edición de los Premios Óscar de la Academia de Hollywood en Los Ángeles. Con ello se convierte en la primera y única artista española femenina en cantar en este evento hasta la fecha.

## Inicio musical
Gisela nace en El Bruc, Barcelona (España). Desde pequeña cantó en un grupo musical y posteriormente tomó clases de canto y de claqué. En 1999 se matriculó en periodismo en la Universidad Autónoma de Barcelona.
En 2001 participa en los cástines para entrar en el concurso musical Operación Triunfo de TVE (movida por su sueño de ser cantante). Fue seleccionada e ingresó en el programa. El concurso producido por Gestmusic se convierte en un inesperado éxito de audiencias que hace que su final sea el programa de televisión más visto en España desde que comenzasen a computarse las audiencias en 1992.
Durante su estancia en el programa, fue escogida por Walt Disney Pictures para interpretar la banda sonora original de Peter Pan y el regreso al país de nunca jamás. La canción central "Aquella estrella de allá" se convierte así en su primera canción como cantante solista.
Gisela quedó en octava posición, pero fue la única concursante que cantó algún tema con todos los 6 finalistas. Además realizó, junto a sus compañeros, la gira conjunta que les llevó a llenar el Estadio Santiago Bernabéu de Madrid o el Palau Sant Jordi de Barcelona, en diversas ocasiones. Interpretó, junto a todos ellos, el exitoso sencillo "Mi música es tu voz", así como el sencillo oficial de apoyo a la selección española de fútbol en el Mundial, "Vivimos la selección". Su vinculación al programa la lleva a actuar junto a la ganadora, Rosa, en el Festival de Eurovisión de 2002. Realizó así los coros de "Europe's living a celebration" junto a David Bisbal, David Bustamante, Chenoa y Geno Machado. La cantante participó también en el largometraje documental OT: la película y en diversos espacios monográficos dedicados al programa, tales como Triunfomanía.

## Carrera profesional

### Parte de mí y Viña del Mar (2002-2003)
El 6 de mayo de 2002 lanzó Parte de mí, su primer disco de la mano de Vale Music y Polydor (Universal Music). De este álbum surgieron los sencillos "Vida" (su primer éxito comercial), el medio tiempo pop "Mil noches y una más", las baladas "Ámame ahora y siempre" y "Aquella estrella de allá" o el dúo "Nuestro mundo" junto a David Bustamante. Su álbum debut obtiene un doble disco de platino. Como curiosidad, en el videoclip de "Mil noches y una más" aparece el actor Alejandro Tous.
Tras realizar la promoción del álbum y una gira junto a Alejandro Parreño interpretó el personaje de Wendy en Peter Pan: El musical. Aparece en él junto  a los chicos de Fórmula Abierta, la cantante Beatriz Luengo, Enrique Sequero y Beatriz Rigalba. El disco del musical incluyó el sencillo "Tan sólo hay que imaginar", fue editado por Vale Music y certificado disco de oro por más de 50.000 copias.
En 2003 Walt Disney Pictures vuelve a contar con ella para la nueva versión pop española del tema central de La Bella y la Bestia. El videoclip del tema se incluye en el DVD de la película con ventas superiores a 750.000 copias.
Ese mismo año vence el Festival Internacional de la Canción de Viña del Mar representando a España en Chile con la canción "Este amor es tuyo", escrita por Chema Purón. La española y el compositor ganaron dos Gaviotas por mejor tema y mejor intérprete. Tras su triunfo en el festival, reedita su primer álbum incluyendo el tema y sus primeros cuatro videoclips. El video para "Este amor es tuyo" fue rodado en el Parque Güell de Barcelona. También realiza la gira Generación OT con compañeros de la primera y segunda edición de Operación Triunfo.

### Más allá (2003-2005)
El 25 de agosto de 2003 presentó Más allá, su segundo trabajo en solitario de la mano de Universal Music. Grabado en Estocolmo, Milán y Madrid, "Más allá" y "Sola" fueron sus sencillos. La primera es editada también en catalán y la segunda fue número uno de la emisora Cadena Dial. Otros temas como "Amor divino", "Tengo fe", "Nadie como tú" o "Ya lo ves" fueron presentados en la promoción televisiva del álbum. 
A finales de año, Gisela interpretó el tema central de la telenovela brasileña Kubanacán de Rede Globo de Televisao: una versión del bolero "No me platiques más". Además, realizó una versión del Himno del Barça antes de uno de los partidos del equipo en el Camp Nou barcelonés.

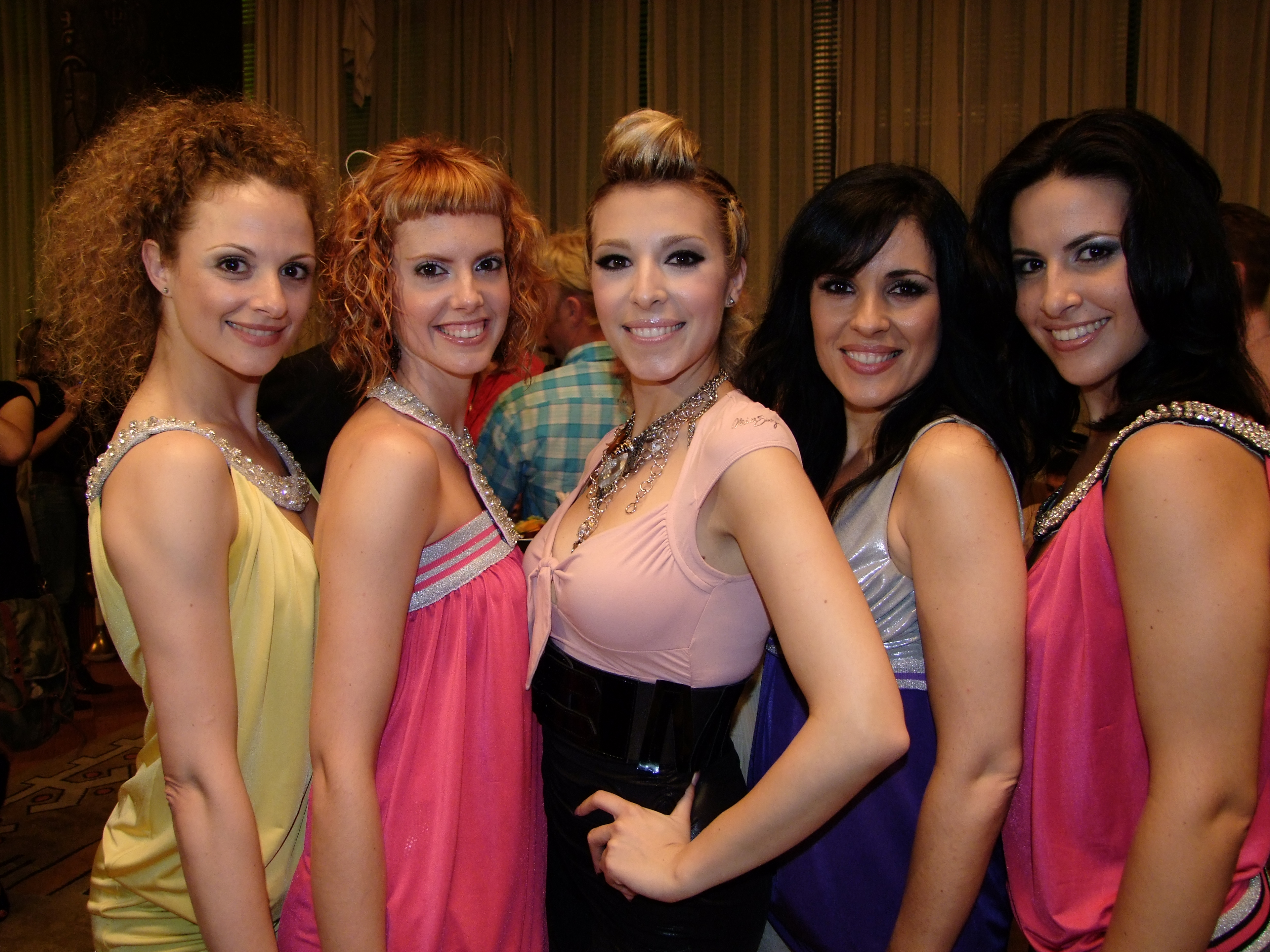
Gisela y sus bailarinas en Belgrado, mayo de 2008

En 2004 realizó dos giras de conciertos: el tour de presentación de su álbum y la gira Fantasía de Walt Disney en la que interpretó canciones de la factoría de animación junto a una orquesta sinfónica. Por otro lado, dobló a la princesa y a la costurera en la película de animación Barbie: la princesa y la costurera de Universal Pictures. También interpretó canciones de la película.
En medios de comunicación realizó una sección de entrevistas para un programa de RAC105 y presentó la Gala Un juguete, una ilusión en TVE.
De 2004 a 2006 fue la protagonista del musical El diluvio que viene producido por José Luis Moreno.

### Ni te lo imaginas y teatro musical (2006-2009)
El 7 de junio de 2006 lanzó Ni te lo imaginas, su tercer álbum de la mano de Filmax Music. El primer sencillo fue el tema "Turu turu" (presentado en español y en catalán). Ese verano realizó una gira de conciertos por el país.
A finales de año grabó el sencillo "Viviré en tus sueños", canción principal del éxito español Pérez: el ratoncito de tus sueños (vencedor de un Goya a la mejor película de animación). La película de Filmax recaudó 10 millones de euros en España y en mercado internacional.
También participó en la Gala del 50 aniversario de TVE junto a Natalia o Hugo Salazar.
En 2007 interpretó el papel de Cenicienta en Into the woods (Boscos endins), obra producida por Dagoll Dagom basada en el musical de Stephen Sondheim. Fue nominado a mejor musical en los Premios MAX de las Artes Escénicas y ganó un premio Butaca a mejor musical.
A finales de año prestó su voz a las canciones de la protagonista de Encantada: La historia de Giselle de Walt Disney Pictures y fue escogida para representar a Andorra en el Festival de Eurovisión.
En 2008 presentó "Casanova", con la que fue número dos de la lista de ventas española elaborada por Promusicae y con la que no logró clasificarse para la final del festival.
Tiempo después protagonizó el musical Aloma de Dagoll Dagom, que también fue nominado a mejor musical en los Premios MAX de las Artes Escénicas. 
A finales de año grabó el sencillo "Sueños mágicos" como tema central de la segunda parte de Pérez: el ratoncito de tus sueños.

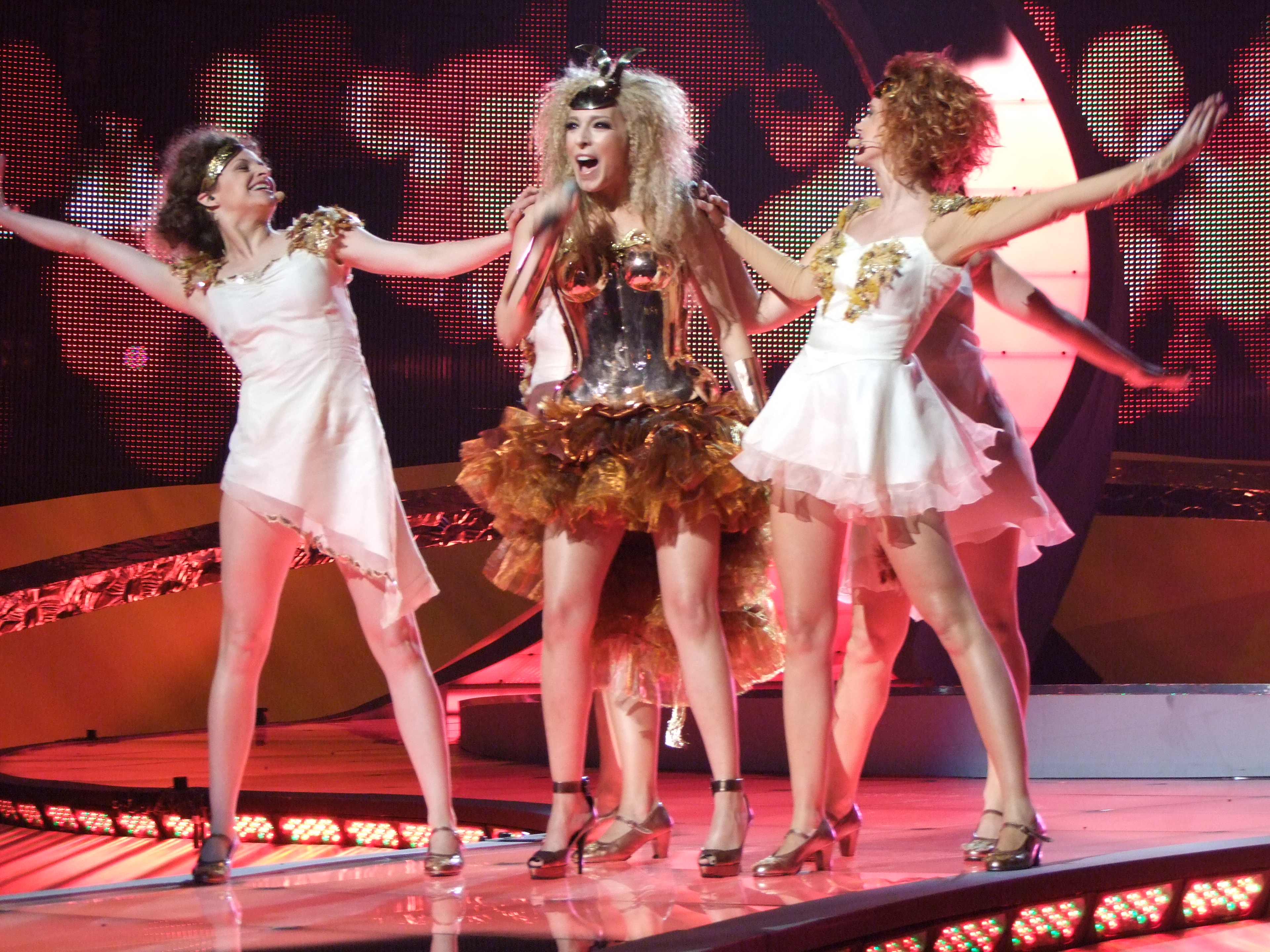
Gisela en el Belgrade Arena de Belgrado (2008)

En 2009 se incorpora como protagonista del musical Grease: el musical de tu vida en sustitución de Edurne. Aparece en él junto a Elena Gadel.
Ese mismo año interpreta el tema principal de Kim Possible, serie de Disney Channel en España. La cantante participó en el concierto que tuvo lugar con motivo del lanzamiento del canal en la televisión digital terrestre.

### Vivir la Navidad y Pensando en ti (2010-2012)
En 2010 interpretó uno de los personajes protagonistas de 40. El musical. El 5 de diciembre de ese mismo año presentó Vivir la navidad, su cuarto trabajo discográfico compuesto por canciones navideñas y editado bajo su propio sello.
En 2011 debutó como actriz de televisión apareciendo en un episodio de la serie Sagrada familia de Televisión de Catalunya. Gisela interpretó también el papel protagonista de los musicales Erase una vez: el musical y Un mundo mágico: el musical. Con ellos recorrió distintos lugares de la geografía española. Además, Filmax volvió a contar con ella para componer e interpretar las canciones de Copito de nieve, su filme de animación protagonizado por Elsa Pataky.
El 15 de septiembre de ese mismo año salió a la venta Pensando en ti, su quinto álbum editado bajo su propio sello. El disco cuenta con un tema compuesto por Luis Fonsi. "Él es ella" y "De tarde en tarde" fueron los dos sencillos del disco. Tras la promoción, emprendió una gira de conciertos por el país. 
En 2012 participó en Esta noche no estoy para nadie, una premiada obra teatral junto a Kiti Mánver y Naim Thomas. Esta obra fue vencedora del premio BroadwayWorld a la mejor obra de teatro en gira. Gisela compaginó las funciones con su otro musical El reino encantado, que produjo y que contó con la presentadora Elsa Anka como miembro del reparto.

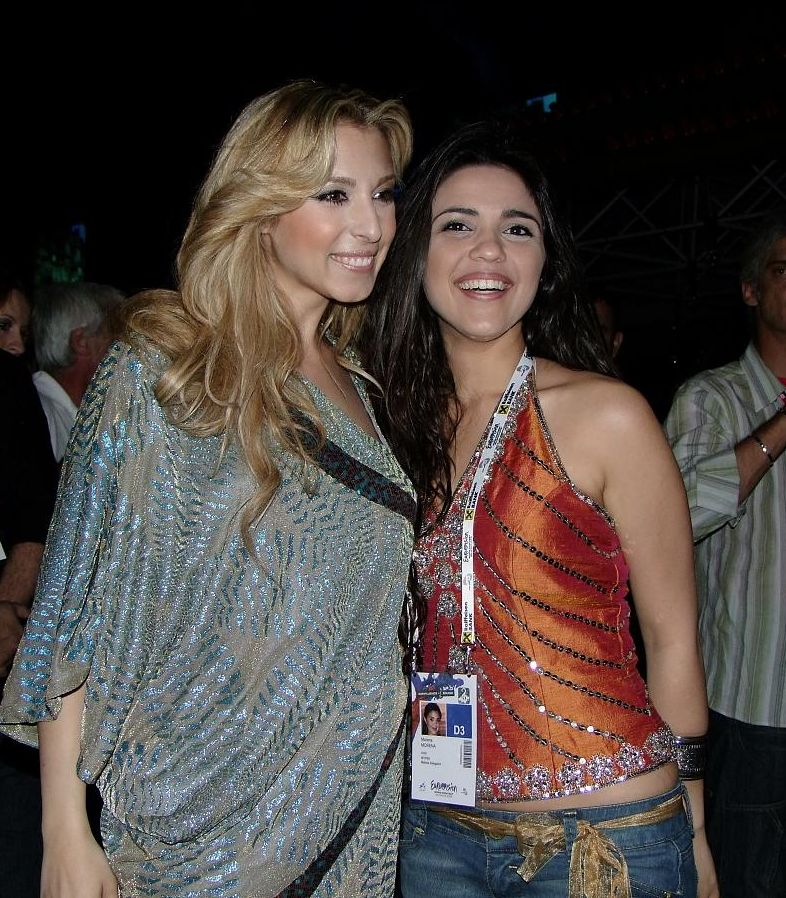
Gisela y la cantante Morena de Malta, mayo de 2008

### Frozen y El libro mágico (2013-2015)
En 2013 apareció en El retaule del flautista, una película para televisión producida por Televisión de Catalunya y en la que apareció junto a Joan Pera. Ese mismo año interpretó el tema principal de la película Serie B.
Tiempo después apareció en un episodio de la serie Esposados de Telecinco. También actuó en un evento de Walt Disney en el teatro West End de Londres y presentó el sencillo dance "Sugarwood", que presenta con un videoclip repleto de rostros conocidos de la televisión española.
A finales de año interpretó en castellano y catalán las canciones principales de la película Frozen: El reino del hielo de Walt Disney Pictures. El tema "Suéltalo" ("Let it go" en su versión inglesa) es incluido en la banda sonora original de la película y en una remezcla con todas las partes de cada una de las intérpretes oficiales del tema en el planeta. 
Desde 2014 protagoniza Gisela y el libro mágico, su propio musical infantil que recorre la geografía española tras haber estado en escena en Nuevo Teatro Alcalá de Madrid y en el teatro Borrás de Barcelona.
En 2015 cantó el tema principal de Frozen Fever, cortometraje de animación de Walt Disney Pictures. La canción fue "Un día perfecto te regalaré". La intérprete produjo además Nues, una obra teatral protagonizada por Pep Munné en el teatro Borras de Barcelona y presentó dos nuevos álbumes bajo la marca Wonderful Gis.

### Cortometrajes de Frozen, televisión y musicales (2016-2019)
En 2016 continuó protagonizando su propio musical infantil, se estrenó como video-bloguera en YouTube y participó en OT: El Reencuentro en TVE (una serie de tres documentales que conmemora el decimoquinto aniversario del concurso que la lanzó a la fama). La cantante fue además parte del reparto de Un viaje al gran musical, un espectáculo producido por José Luis Moreno en el que también participaron Paco Morales o Ángela Carrasco. En otoño del mismo año presentó su nuevo sencillo "Sigue el ritmo" y fichó por Mtmad, la plataforma de contenidos en línea de Mediaset España.
En 2017 ejerció de jurado del programa Oh Happy Day de TV3, realizó diversos conciertos acústicos y continuó grabando vídeos para su video blog y para la plataforma Mtmad. A finales de año ejerció de colaboradora esporádica en dos espacios de TVE y participó en la gala especial de Navidad de Operación Triunfo 2017. 
A finales de año se convirtió en la protagonista del musical Rouge: Fantastic Love en el Teatro Apolo de Barcelona. La cantante estrenó también el tema "Cuando estamos juntos" de la banda sonora del cortometraje Frozen: Una aventura de Olaf de Walt Disney.
En 2018 regresó como actriz en la serie de ficción Looser (Flooxer, Atresmedia) producida por Javier Ambrossi y Javier Calvo. Paralelamente ofreció conciertos y copresentó desde primavera La meva mascota i jo, programa de La 2 de TVE en Cataluña.
En 2019 interpretó la canción "Amigos" para la banda sonora original de la película de Los Lunnis: La gran aventura de los Lunnis y el libro mágico (coproducida por RTVE y Tandem Films) y distribuida por Filmax. El filme combina muppets, animación e imagen real.

### Frozen 2, Desencantada y televisión (2019-2022)
A finales de 2019 interpretó dos temas en el éxito de animación Frozen 2.
En 2020 cantó "Mucho más allá" ("Into the Unknown") de Frozen 2 junto a otras intérpretes de la voz de Elsa en la gala de entrega de la 92.ª edición de los Premios Oscar de la Academia de Hollywood en Los Ángeles.
En 2021 presentó el sencillo "Todo" y participó en la obra de teatro Es una lata el trabajar por toda la geografía española. También colaboró en diferentes programas de televisión.
En 2022 dobló en castellano las canciones de Desencantada de Walt Disney Pictures para Disney+ (como ya hizo años atrás en su primera parte).
En febrero de 2025 se confirmó su participación como concursante de la temporada 12 del programa Tu cara me suena de Antena 3.

## Discografía

### Álbumes de estudio
| Año  | Título                                                      | Canciones    | Compañía        |
| ---- | ----------------------------------------------------------- | ------------ | --------------- |
| 2002 | Parte de mí                                                 | 10 canciones | Vale Music      |
| 2003 | Más allá                                                    | 13 canciones | Universal Music |
| 2006 | Ni te lo imaginas                                           | 11 canciones | Filmax Music    |
| 2010 | Vivir la Navidad                                            | 8 canciones  | Notton Music    |
| 2011 | Pensando en ti                                              | 11 canciones | Notton Music    |
| 2015 | Wonderful Gis: De excursión con Gisela                      | 10 canciones | Wonderful Kids  |
| 2015 | Wonderful Gis: D'excursió amb la Gisela (venta en Cataluña) | 10 canciones | Wonderful Kids  |
| 2015 | Wonderful Gis: Navidad con Gisela                           | 10 canciones | Wonderful Kids  |
| 2015 | Wonderful Gis: Nadal amb la Gisela (venta en Cataluña)      | 10 canciones | Wonderful Kids  |

### Sencillos
| Año  | Título                  | Álbum                                                |
| ---- | ----------------------- | ---------------------------------------------------- |
| 2002 | Vida                    | Parte de mí                                          |
| 2002 | Mil noches y una más    | Parte de mí                                          |
| 2002 | Ámame ahora y siempre   | Parte de mí                                          |
| 2003 | Este amor es tuyo       | Festival Internacional de la Canción de Viña del Mar |
| 2003 | Amor divino             | Mas allá                                             |
| 2003 | Más allá                | Mas allá                                             |
| 2003 | Més enllà (catalán)     | Mas allá                                             |
| 2004 | Sola                    | Mas allá                                             |
| 2004 | Tengo fe                | Mas allá                                             |
| 2006 | Turu, turu              | Ni te lo imaginas                                    |
| 2006 | Turu, turu (catalán)    | Ni te lo imaginas                                    |
| 2006 | Viviré en tus sueños    | Pérez, el ratoncito de tus sueños                    |
| 2007 | Mi mundo eres tú        | Ni te lo imaginas                                    |
| 2008 | Sueños mágicos          | Pérez 2, el ratoncito de tus sueños                  |
| 2008 | Casanova                | Festival de la Canción de Eurovisión 2008            |
| 2010 | Noche de paz            | Vivir la Navidad                                     |
| 2011 | Él es ella              | Pensando en ti                                       |
| 2011 | De tarde en tarde       | Pensando en ti                                       |
| 2013 | Sugarwood               | EP                                                   |
| 2015 | Why can't we be friends | Wonderful Gis: De excursión con Gisela               |
| 2015 | M'agrada el Nadal       | Wonderful Gis: Nadal amb la Gisela                   |
| 2016 | Sigue el ritmo          | EP                                                   |
| 2020 | Night and day           | EP                                                   |
| 2021 | Todo                    | EP                                                   |

### Bandas sonoras
| Año  | Título                                           | Canciones                                                                                                 | Compañía                                 |
| ---- | ------------------------------------------------ | --- | ---------------------------------------- |
| 2002 | Peter Pan 2: Regreso al País de Nunca Jamás      | Aquella estrella de allá, Atrás                                                                           | Walt Disney Records                      |
| 2002 | Peter Pan: El musical                            | Tan sólo hay que imaginar, Dime si estás ahí, Cuando te haces mayor...                                    | Vale Music                               |
| 2002 | La bella y la bestia (Reedición)                 | La bella y la bestia (Pop Remix)                                                                          | Walt Disney Records                      |
| 2003 | Kubanacan                                        | No me platiques más                                                                                       | Rede Globo                               |
| 2004 | El diluvio que viene: El musical                 | Una bella noche sin sueño, Qué pena                                                                       | Vale Music                               |
| 2004 | Barbie, la princesa y la costurera               | Hoy caminaré, Libertad, Soy como tú, Princesa, Maullido, Si me amas sólo a mí, Escrito en tu alma         | Universal Music                          |
| 2006 | Pérez, el ratoncito de tus sueños                | Viviré en tus sueños                                                                                      | Filmax Music                             |
| 2007 | Encantada: la historia de Giselle                | Eso es amor, Sueño un beso, Canta mi canción, Juntos para siempre                                         | Walt Disney Records                      |
| 2008 | Pérez 2, el ratoncito de tus sueños              | Sueños mágicos                                                                                            | Filmax Music                             |
| 2009 | Kim Possible                                     | Llama, grita                                                                                              | Walt Disney Records                      |
| 2011 | Copito de nieve                                  | Dibujaremos un lugar mejor, Defiende tu color                                                             | Filmax Music                             |
| 2013 | Serie B                                          | Deep in your heart                                                                                        | Música Ligera                            |
| 2013 | Frozen: el reino del hielo                       | Suéltalo, Por primera vez en años, Por primera vez en años (reprise)                                      | Walt Disney Records                      |
| 2015 | Frozen fever                                     | Un día perfecto te regalaré                                                                               | Walt Disney Records                      |
| 2017 | Frozen: Una aventura de Olaf                     | Las campanas se oirán, Las campanas se oirán (reprise), Cuando estamos juntos                             | Walt Disney Records                      |
| 2019 | La gran aventura de los Lunnis y el libro mágico | Amigos | RTVE Música                              |
| 2019 | Frozen 2                                         | Lo que no cambiará, Mucho más allá, Muéstrate                                                             | Walt Disney Records                      |
| 2021 | Los Simpson: La estrella del Backstage           | Star of the Backstage, Star of the Backstage (reprise) y Fraudway Baby (versión española)                 | 20th Television (Walt Disney Television) |
| 2022 | Desencantada: Vuelve Giselle                     | Mucho más encantada, La fuerza del amor, Un cuento de hadas real, Más mala y La fuerza del amor (reprise) | Walt Disney Records                      |

### Operación Triunfo
| Año  | Álbum                                          | Canciones | Compañía               |
| ---- | ---------------------------------------------- | --- | ---------------------- |
| 2001 | Operación triunfo: Discos de las galas         | Gala 1: Déjame soñar con Mireia Montávez y Natalia Rodríguez                                                           | Vale Music             |
| 2001 | Operación triunfo: Discos de las galas         | Gala 2: Lady Marmalade con Verónica Romero y Chenoa                                                                    | Vale Music             |
| 2001 | Operación triunfo: Discos de las galas         | Gala 3: No me ames con Manu Tenorio                                                                                    | Vale Music             |
| 2001 | Operación triunfo: Discos de las galas         | Gala 4: It's raining men con Chenoa y Rosa López                                                                       | Vale Music             |
| 2001 | Operación triunfo: Discos de las galas         | Gala 5: Vivo por ella con David Bustamante                                                                             | Vale Music             |
| 2001 | Operación triunfo: Discos de las galas         | Gala 6: Everything I do (I do it for you) con Naím Thomas                                                              | Vale Music             |
| 2001 | Operación triunfo: Discos de las galas         | Gala 7: Somebody else's guy con Chenoa                                                                                 | Vale Music             |
| 2001 | Operación triunfo: Discos de las galas         | Gala 8: Oye mi canto con Verónica Romero y Rosa López                                                                  | Vale Music             |
| 2001 | Operación triunfo: Discos de las galas         | Gala 9: Flashdance...What a feeling!                                                                                   | Vale Music             |
| 2001 | Operación triunfo: Discos de las galas         | Gala 10: Refugio de amor con David Bustamante                                                                          | Vale Music             |
| 2001 | Operación triunfo: Discos de las galas         | Gala 11: Don't leave me this way                                                                                       | Vale Music             |
| 2001 | Operación triunfo: Discos de las galas         | Gala 12: All the man that I need                                                                                       | Vale Music             |
| 2001 | Mi música es tu voz                            | Mi música es tu voz | Vale Music             |
| 2001 | Operación triunfo: El álbum                    | Mi estrella con David Bisbal                                                                                           | Vale Music             |
| 2001 | Operación triunfo: El álbum                    | Mi música es tu voz | Vale Music             |
| 2001 | Operación triunfo: El álbum                    | Lucharé hasta el fin                                                                                                   | Vale Music             |
| 2001 | Operación triunfo: El álbum                    | Dile que la quiero con David Civera                                                                                    | Vale Music             |
| 2001 | Operación triunfo: El álbum                    | En Navidad con Rosana                                                                                                  | Vale Music             |
| 2001 | Operación triunfo: El álbum                    | Oh happy day | Vale Music             |
| 2001 | Operación triunfo: El álbum                    | Feliz Navidad | Vale Music             |
| 2001 | Operación triunfo: El álbum                    | Do they know it's Christmas?                                                                                           | Vale Music             |
| 2002 | Operación triunfo canta Disney                 | Aquella estrella de allá                                                                                               | Vale Music             |
| 2002 | Operación triunfo canta Disney                 | Un mundo ideal con David Bustamante                                                                                    | Vale Music             |
| 2002 | Operación triunfo canta Disney                 | Quiero ser como tú | Vale Music             |
| 2002 | Operación triunfo: el disco del deporte        | Vivimos la selección                                                                                                   | Vale Music             |
| 2002 | Operación triunfo: el disco del deporte        | I will survive con Geno Machado, Natalia Rodríguez y Rosa López                                                        | Vale Music             |
| 2002 | Operación triunfo: el disco del deporte        | Puedes llegar | Vale Music             |
| 2002 | Operación triunfo: el álbum de Eurovisión      | Diva en el Popurrí de Eurovisión                                                                                       | Vale Music             |
| 2002 | Vivimos la selección                           | Vivimos la selección                                                                                                   | Vale Music             |
| 2002 | Operación triunfo: en concierto                | Vida | Vale Music             |
| 2002 | Operación triunfo: en concierto                | Lady Marmalade con Geno Machado, Mireia Montávez, Natalia Rodríguez, Nuria Fergó, Verónica Romero, Chenoa y Rosa López | Vale Music             |
| 2002 | Operación triunfo: en concierto                | Vivo por ella con David Bustamante                                                                                     | Vale Music             |
| 2002 | Operación triunfo: en concierto                | Mi música es tu voz | Vale Music             |
| 2002 | Todos contra el fuego                          | Todos contra el fuego                                                                                                  | Vale Music             |
| 2003 | Generación OT: Juntos                          | Knock on wood con Ainhoa Cantalapiedra                                                                                 | Vale Music             |
| 2003 | Generación OT: En concierto                    | Knock on wood con Ainhoa Cantalapiedra                                                                                 | Vale Music             |
| 2003 | Peter Pan: el musical                          | - | Vale Music             |
| 2006 | Las 100 mejores canciones de la historia de OT | Mi música es tu voz | Universal y Sony Music |
| 2006 | Las 100 mejores canciones de la historia de OT | Somebody else's guy con Chenoa                                                                                         | Universal y Sony Music |
| 2006 | Las 100 mejores canciones de la historia de OT | Vivo por ella con David Bustamante                                                                                     | Universal y Sony Music |
| 2006 | Las 100 mejores canciones de la historia de OT | Lady Marmalade con Verónica Romero y Chenoa                                                                            | Universal y Sony Music |
| 2006 | Las 100 mejores canciones de la historia de OT | Quiero ser como tú | Universal y Sony Music |
| 2006 | Las 100 mejores canciones de la historia de OT | Aquella estrella de allá                                                                                               | Universal y Sony Music |
| 2006 | Las 100 mejores canciones de la historia de OT | Un mundo ideal con David Bustamante                                                                                    | Universal y Sony Music |
| 2008 | SingStar OT (videojuego-PS2)                   | Mi música es tu voz | Universal              |
| 2008 | SingStar OT (videojuego-PS2)                   | Lady Marmalade con Verónica Romero y Chenoa                                                                            | Universal              |
| 2016 | OT El Reencuentro (CD + DVD)                   | Vida | Universal              |
| 2016 | OT El Reencuentro (CD + DVD)                   | Lady Marmalade con Geno Machado, Mireia Montávez, Natalia Rodríguez, Nuria Fergó, Verónica Romero, Chenoa y Rosa López | Universal              |
| 2016 | OT El Reencuentro (CD + DVD)                   | Vivo por ella con David Bustamante                                                                                     | Universal              |
| 2016 | OT El Reencuentro (CD + DVD)                   | Mi música es tu voz | Universal              |
| 2017 | OT 2017: Gala Especial                         | Somebody else's guy con Agoney                                                                                         | Universal              |
| 2017 | OT 2017: Gala Especial                         | Lady Marmalade con Verónica Romero, Ana Guerra y Lola Índigo                                                           | Universal              |

## Musicales y teatro
| Año       | Título                                         | Papel            | Recinto |
| --------- | ---------------------------------------------- | ---------------- | --- |
| 2002-2003 | Peter Pan, el musical                          | Wendy            | Palacio Municipal de Congresos de Madrid, Barcelona Teatre Musical                                            |
| 2004-2006 | El diluvio que viene                           | Clementina       | Teatro La Latina de Madrid, Teatro Apolo de Barcelona Teatro Olympia de Valencia, Teatro Euskalduna de Bilbao |
| 2007-2008 | Boscos endins                                  | Cenicienta       | Teatro Victoria de Barcelona, Teatro Nacional de Girona                                                       |
| 2008-2009 | Aloma                                          | Coral            | Teatro Nacional de Cataluña de Barcelona, gira en Cataluña e Baleares                                         |
| 2009-2010 | Grease: el musical de tu vida                  | Sandy            | Nuevo Teatro Alcalá de Madrid, gira por España                                                                |
| 2010-2011 | 40. El musical                                 | Sara             | Teatro Victoria de Barcelona                                                                                  |
| 2011-2013 | Un mundo mágico: el musical El reino encantado | Hada             | Gira por España                                                                                               |
| 2012-2014 | Esta noche no estoy para nadie                 | Alma             | Teatro Góngora de Córdoba, Teatro Romea de Murcia Gran Teatro Falla de Cádiz, entre otros                     |
| 2013-2022 | Gisela y el libro mágico                       | Hada Gisel       | Nuevo Teatro Alcalá de Madrid, Teatro Borràs de Barcelona Gira por España Teatro Apolo de Barcelona           |
| 2016      | Un viaje al gran musical                       | ella misma       | Teatro Euskalduna de Bilbao                                                                                   |
| 2017      | Nit de musicals                                | ella misma       | Teatre Grec de Barcelona                                                                                      |
| 2017-2018 | La bella Helena                                | Helena           | Festival Intl. de Teatro Clásico de Mérida                                                                    |
| 2018      | Rouge: Fantastic Love                          | Roxanne (Satine) | Teatro Apolo de Barcelona                                                                                     |
| 2022-2023 | Es una lata el trabajar                        | Andrea           | Gira por España                                                                                               |

## Filmografía
| Año         | Programa/Película/Serie                | Canal              | Notas                                      |
| ----------- | -------------------------------------- | ------------------ | ------------------------------------------ |
| 2001 - 2002 | Operación Triunfo                      | TVE                | Concursante; 10.ª expulsada                |
| 2002        | Triunfomanía                           | TVE                | Programa especial                          |
| 2002        | Gala Bustamante y amigos               | TVE                | Gala especial                              |
| 2002        | Gira Operación Triunfo En Concierto    | TVE                | Concierto íntegro                          |
| 2002        | OT: la película                        | Filmax             | Película: ella misma                       |
| 2003        | Generación OT: Destino Eurovisión      | TVE                | Programa semanal                           |
| 2003        | Generación OT: En concierto            | TVE                | Concierto íntegro                          |
| 2004        | Operación Eurovisión                   | TVE                | Programa semanal                           |
| 2004        | Geniales: Carmen Sevilla               | TVE                | Gala especial                              |
| 2004        | Gala Un juguete, una ilusión           | TVE                | Presentadora                               |
| 2004        | Barbie en la princesa y la costurera   | Universal Pictures | Película: doblaje y canciones de Barbie    |
| 2005        | Cabalgata de reyes                     | TVE                | Presentadora y comentarista                |
| 2005        | Gente de primera                       | TVE                | Concurso: invitada episódica               |
| 2006        | Gala 50 años de TVE                    | TVE                | Gala especial                              |
| 2007        | Música des del cor                     | TV3                | Documental musical: ella misma             |
| 2010        | ¿Dónde estás corazón?                  | Antena 3           | Invitada                                   |
| 2011        | Scream 4                               | Wide Pictures      | Película: doblaje de Aimee Teegarden       |
| 2011        | La sagrada familia                     | Mediapro, TV3      | Serie: Loli                                |
| 2013        | El retaule del flautista               | TV3                | Película: Frida                            |
| 2013        | Esposados                              | Telecinco          | Serie: ella misma                          |
| 2013        | Tu cara me suena                       | Antena 3           | Invitada                                   |
| 2014        | Mira quién va a Eurovisión             | TVE                | Gala especial                              |
| 2014        | T con T: Homenaje a OT                 | TVE                | Programa especial                          |
| 2014        | Tucker & Dale contra el mal            | Vértigo Films      | Película: doblaje de Christie Laing        |
| 2016        | OT: El reencuentro                     | TVE                | Serie de tres documentales. ella misma     |
| 2016        | OT: El reencuentro en concierto        | TVE                | Concierto íntegro                          |
| 2016 - 2019 | Gisela Vlog                            | Mtmad              | Espacios semanales                         |
| 2017        | Oh Happy Day                           | TV3                | Jurado entrenador                          |
| 2017        | Operación Triunfo                      | TVE                | Invitada Gala de Navidad                   |
| 2017 - 2018 | Hora punta                             | TVE                | Colaboradora                               |
| 2017 - 2018 | La mañana de la 1                      | TVE                | Colaboradora                               |
| 2018        | Cabalgata de reyes en Barcelona        | TVE                | Copresentadora                             |
| 2018        | Looser                                 | Flooxer            | Serie: Luz                                 |
| 2018 - 2020 | La meva mascota i jo                   | La2, TVE Cataluña  | Copresentadora                             |
| 2019        | Cabalgata de reyes en Barcelona        | TVE                | Copresentadora                             |
| 2020        | Cabalgata de reyes en Barcelona        | TVE                | Copresentadora                             |
| 2020        | Tu cara me suena                       | Antena 3           | Invitada: trae un amigo con Jorge González |
| 2020        | 92.ª edición de los Premios Óscar      | ABC                | Cantante fragmento                         |
| 2020        | Operación Triunfo                      | TVE                | Invitada Gala 5                            |
| 2020        | La habitación del pánico               | Cuatro             | Invitada                                   |
| 2020        | Typical Spanish                        | TVE                | Participante                               |
| 2021        | El juego de los anillos                | Antena 3           | Participante                               |
| 2021        | Family Feud: La batalla de los famosos | Antena 3           | Participante                               |
| 2021        | OT 20 años                             | RTVE Play          | Participante                               |
| 2021 - 2023 | El Circ                                | 8tv                | Colaboradora                               |
| 2022 - 2025 | Com Més Serem                          | Canal Taronja      | Copresentadora                             |
| 2023        | Duel de veus                           | À Punt Mèdia       | Colaboradora, cantante                     |
| 2023        | Mediafest Night Fever                  | Telecinco          | Cantante acompañante                       |
| 2023        | El cazador                             | La 1               | Participante                               |
| 2023 - 2024 | OT al día                              | Amazon Prime       | Colaboradora                               |
| 2024        | Zenit                                  | 3Cat               | Capitana Generación X                      |
| 2025        | Tu cara me suena                       | Antena 3           | Concursante, 5.ª finalista                 |

## Giras/Tours

### Giras en solitario
- 2002 - 2003 - Gira Parte de mí
- 2003 - 2004 - Gira Más allá
- 2005 - Gira Acústica
- 2006 - 2011 - Gira Ni te lo imaginas
- 2012 - 2014 - Gira Pensando en ti
- 2017 - presente - Gira Gisela Acústico
- 2021 - presente - Concert Kids by Gisela

### Giras conjuntas
- 2002 - Gira Operación Triunfo
- 2002 - Gira Gisela y Alejandro
- 2003 - Gira Generación OT
- 2004 - 2005 - Gira Fantasía (Walt Disney)

## Festivales

### Eurovisión 2002
Gisela acompañó a Rosa López, representante de España en el Festival de la Canción de Eurovisión 2002 junto a Chenoa, David Bisbal, David Bustamante y Geno, realizando los coros del tema "Europe's living a celebration", con el que España quedó en séptima posición.

### Viña del Mar 2003
A través de un casting, Gisela fue seleccionada para representar a España en el 44.º Festival de Viña del Mar en 2003. Gisela participó con la canción "Este amor es tuyo", compuesta por Chema Purón. Ganó dos gaviotas de plata: una a la mejor intérprete y otra a la mejor canción, siendo los únicos premios que otorgaba el festival, convirtiéndose en el primer participante en llevarse los dos premios a la vez en el Festival de Viña del Mar en cuarenta años. Debido a ello Gisela sacó al mercado chileno la edición especial de su primer álbum en solitario "Parte de mi" y estuvo de promoción varias semanas en Chile en espacios tales como "Operación triunfo Chile" o "Canal 13". Meses más tarde lanzó también en el mercado chileno y venezolano su segundo álbum "Más allá".

### Eurovisión 2008
El 7 de diciembre de 2007, la RTVA, televisión pública andorrana, designó a Gisela como su representante para el Festival de la Canción de Eurovisión 2008, celebrado en Belgrado (Serbia) entre el 20 y el 24 de mayo de 2008. El tema elegido fue "Casanova", canción compuesta por Jordi Cubino, con letra en inglés y, parcialmente, en catalán. Aunque la propuesta no pudo superar la semifinal del certamen, sirvió para que realizara promoción por Grecia. "Casanova" entró en el puesto 2 de España y en otros puestos en las listas de Reino unido, Belgrado o Eslovenia. Además, consiguió un tercer puesto en las categorías de Mejor Canción y Mejor Intérprete Femenina en los ESC Radio Awards.